# هرمان جاي غول
هرمان جاي غول (بالإنجليزية: Hermann J. Gaul)‏ هو مهندس معماري أمريكي، ولد في 1869 في كولونيا في ألمانيا، وتوفي في 1949.